# 陳長謙
陳長謙（英語：Sunney Ignatius Chan，1936年10月5日—2025年5月5日），美國華裔生物物理化學家，主要研究各種核磁共振波谱法及其他物理化學技術在分析各種生物化學及生物問題中的運用。

## 早年經歷
1936年10月5日，陳長謙在舊金山出生，父母都是中國南方來的移民。陳長謙在香港完成初等教育後回美國，就讀於舊金山大學，不久後轉學到加利福尼亞大學柏克萊分校，獲化學系學士及博士學位。1961年，他在物理化學家威廉·杜兰尼·格温（William Dulaney Gwinn）的指導下完成博士研究，獲得博士學位。

## 學術生涯
博士畢業後，陳長謙在諾貝爾物理學獎得主、哈佛大學教授诺曼·拉姆齐的實驗室進行了為期一年的博士後研究工作，之後回到加州，加入了加利福尼亞大學河濱分校化學系。自1963年起，陳長謙在加州理工學院任教，五年後獲得古根海姆獎。在加州理工學院任教期間，陳長謙或得了美國物理學會會士（1987年）、中央研究院院士（1988年）、美國科學促進會（1992年）等殊榮，1992年當選加州理工學院首屆George Grant Hoag生物物理化學榮譽講座教授，1997年榮休，任中央研究院榮譽院士。此後又獲中央研究院院長李遠哲提名為副院長。2002年，獲加州理工學院榮休教授。2003年7月卸任中央研究院副院長，中研院院長李遠哲設立榮譽講座，作為紀念。此後繼續擔任研究員及訪問學者，直至2015年。學術生涯後期還擔任國立臺灣大學和國立中興大學的特聘教授。